# 東塚菜実子
東塚 菜実子（とうづか なみこ、1987年2月23日 - ）は、日本のタレント、リポーター、ラジオDJ、MCである。愛知県出身。松竹芸能所属。旧所属はエス・オー・プロモーション。ニックネームは「とん」で、共演者からは「とんちゃん」と呼ばれることが多い。血液型はB型。

## 来歴
愛知県立半田高等学校、法政大学現代福祉学部 卒業。
タレント業の一方で、お笑いの活動もしており、かつてはキンタロー。とのコンビ『シンプルズ』 で活動、2012年から元『セカイスプーン』の児玉磨利 と『メルシーズ』 を結成して活動（メルシーズも2012年4月に松竹芸能所属となる）。メルシーズは2013年1月に解散。東塚自身は芸能活動は続けているがお笑いの活動はメルシーズの解散と共に終了した。
2016年9月22日に行われたSBK48旗揚げ公演、同年10月29日に行われたSBK48旗揚げ追加公演(共に松竹芸能新宿角座で開催)に出演し、キンタロー。と共演。児玉磨利と共に『美人女芸人コンビ、ピンクマカロン』役で出演したため、舞台上でメルシーズの2人が並ぶこととなった。
2021年2月14日に結婚したことを公表し、2022年4月12日に双子の女児を出産したことを公表した。
2022年9月から夫の転勤にともないアメリカ・ニューヨークに滞在している。

## 過去の出演

### テレビ
- みんなのニュース（フジテレビ）18時20分頃から関東ローカルで放送されるクリアコーナー（リポーター）[12][13]
- 東京都さまぁ〜ZOO（テレビ東京）- 2012年2月16日（2月15日深夜）[14]
- ごごたま（テレビ埼玉）
- テレビ広報ちょうふ（J:COM 調布・世田谷）
- SPORTS PROGRAM COMPLEX（J:COM東京）
- SHONAN住まいる（J:COM湘南）
- 地域情報番組トピためっ！（JCN足立）ちょいデラ・レポーター
- 猫ひろしの目指せ！元気一番星★（JCN千葉）
- ニュースK（K-CAT）
- すはだの学校TV（LaLaTV／ファミリー劇場）

### ラジオ
- 土井里美のヨコハマろはす（ラジオ日本） - レポーター（木曜日）
- 山田春木のこわい病気のやさしい話（FM西東京） - アシスタントパーソナリティ[15]
- You Got チャンネルα（FM西東京） -  パーソナリティ（隔週水曜日）[15]
- ヨコハマ・ラジアンヌスタイル（ラジオ日本） - 「東塚ティップス」レポーター（木曜日）[16]
- GROOVE LINE Z（J-WAVE）ラジオゲリラレポーター（火曜日）[17]
- 加藤裕介の横浜ポップJ（ラジオ日本） - 木曜パートナー（2016年10月 - 2017年9月）・月曜パートナー（2016年10月 - 2018年3月）・「東塚菜実子のおじゃまします！」（2016年10月 - 2021年12月、月曜・水曜）[18]
- 伊集院光とらじおと（TBSラジオ）リポーター・不定期出演[19]

### インターネット番組
- Rakuten SUPER LIVE TV（楽天市場）毎週21：00 - 21：30（日曜 - 火曜MC）[20]

### 舞台
- 大人のカフェ「第3回単独公演 おしゃべりホットココア」（2014年1月23日 - 1月26日：シアター711）ゲストヒロイン[21]
- SBK48～旗揚げ公演～（2016年9月22日、松竹芸能新宿角座）美人女芸人コンビ、ピンクマカロン役[8]
- SBK48～旗揚げ追加公演～（2016年10月29日、松竹芸能新宿角座）美人女芸人コンビ、ピンクマカロン役[9]

### 松竹芸能ライブ
- 放課後キャンディー 2013年4月5日[22] - 2014年4月2日[23]、同年6月12日[24] - 2015年1月10日[25]、同年3月7日[26]）月1回開催

### 学習動画
- 『笑育（わらいく）～落語から学ぶビジネスコミュニケーション編』(2014年6月2日公開) - Schoo[27]

### イベント
- あなたが選ぶ! お笑いハーベスト大賞・予選会 - 司会[28]
- Night View DJ（東京タワー）金曜19：30～21：00（DJ・不定期出演）[29]